# Szerhij Volodimirovics Kravcsuk
Szerhij Volodimirovics Kravcsuk (ukránul: Сергій Володимирович Кравчук, oroszul: Сергей Владимирович Кравчук, Szergej Vlagyimirovics Kravcsuk) (Kijev, 1964. június 3. –) szovjetként világbajnok, az Egyesített Csapat színeiben olimpiai bronzérmes ukrán párbajtőrvívó.